# Republiek Hawaï
De Republiek Hawaï was een land gelegen in de Stille Oceaan die van 1894 tot 1898 bestond. De periode van de republiek situeert zich tussen de voorlopige regering van Hawaï die eindigde op 4 juli 1894 en de annexatie door de Verenigde Staten op 7 juli 1898, waarna het een Amerikaans territorium werd. De president van de republiek was Sanford Dole.

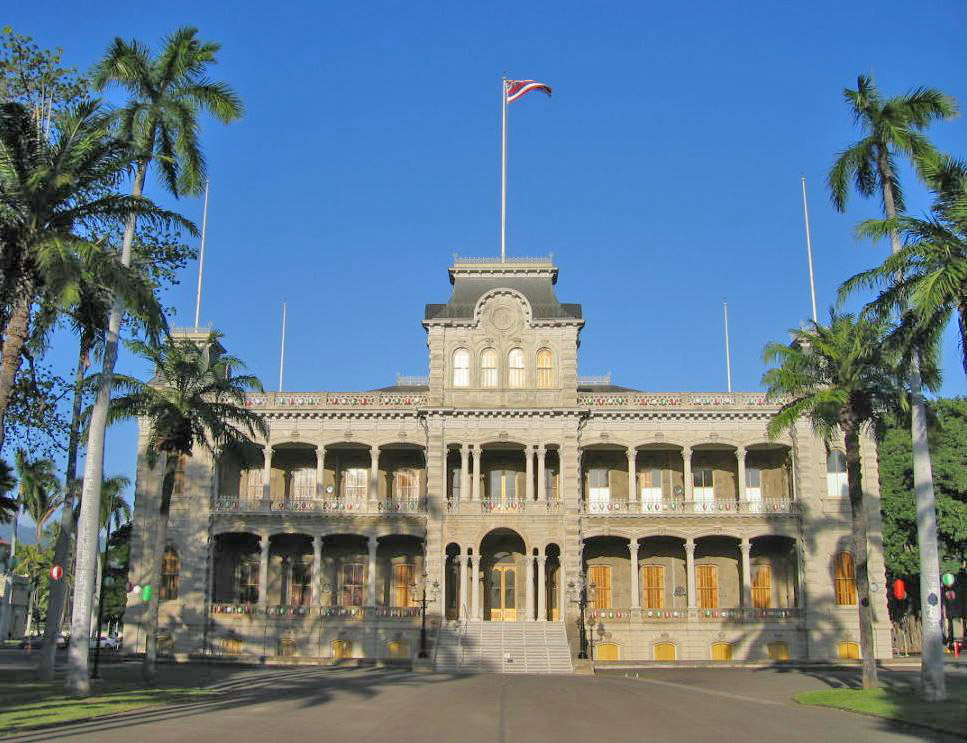
Iolanipaleis in Honolulu, vroegere residentie van de Hawaïaanse monarch

Tussen 6 en 9 januari 1895 was er een tegen-revolutie onder leiding van Robert William Wilcox met als doel het Koninkrijk Hawaï te herstellen, die echter mislukte.